# Далянь Шидэ
«Далянь Шидэ» (кит. 大连实德) — китайский футбольный клуб. Владельцем являлась «Группа Шидэ» (владелец компании — промышленник Сюй Мин). Мужская команда выступала на стадионе «Цзиньчжоу» в городе Далянь, провинция Ляонин, КНР.
«Далянь Шидэ» — наиболее успешный клуб в китайском профессиональном футболе, победил впервые в профессиональном статусе в 1994 году в лиге «Цзя А».
В общей сложности клуб завоевал 8 титулов в лиге «Цзя А» и Суперлиге Китая по футболу.
Клуб обладал развитой инфраструктурой, в частности, собственной академией.
Известные игроки команды: Чжан Эньхуа, который успешно выступал три месяца за команду Второй Футбольной лиги Англии «Гримсби Таун» и Хао Хайдун. Сунь Цзихай и Дун Фанчжо — игроки команд «Шеффилд Юнайтед», «Манчестер Сити» и «Манчестер Юнайтед».

## История клуба

### Изменение названия клуба
- 1994 — образование клуба с названием «Далянь Ваньда»
- 1999 — клуб переименован в «Далянь Ваньда Шидэ»
- 2000 — клуб переименован в «Далянь Шидэ»
- 2008 — клуб переименован в «Далянь Хайчан»
- 2009—2012 — клуб выступал под названием «Далянь Шидэ».

Родоначальником и предшественником клуба «Далянь Шидэ» был «Футбольный клуб Далянь», который был создан в 1982 году и заменил конкурирующий клуб «Даляньские доки» во втором дивизионе китайского чемпионата «Цзя Б». Вышел в лигу «Цзя А» под названием «ФК Далянь Ваньда» (大连万达).
В 2000 году команда при содействии «Группы Шидэ» была акционирована и получила новое название — «Далянь Шидэ».
Мужская команда «Далянь Шидэ» — наиболее успешная команда в китайском футболе, выигравшая 7 из 10 сезонов в лиге «Цзя А», а также второй розыгрыш Суперлиги Китая по футболу в 2005 году.
Кроме того, команда доходила до полуфинальной стадии розыгрыша Азиатской лиги чемпионов, но из-за ухода тренеров и игроков, особенно после ухода талисмана команды Хао Хайдуна.
В 2007—2011 г.г. была составлена из молодых игроков академии футбола. С 2008 года «Далянь Шидэ» выбрал нескольких игроков для создания команды ФК «Далянь Шидэ Сыу», которая начала выступать в Сингапуре, в Суперлиге Сингапура по футболу.
В 2012 году команда расформирована.

## Стадион
Мужская команда выступает на 31-тысячном «Цзиньчжоу» в Даляне, провинция Ляонин. Клуб выступает на этом стадионе с 1997 года.

## Достижения
- Чемпион Китая: 1994, 1996, 1997, 1998, 2000, 2001, 2002, 2005.

- Финалист Азиатского кубка чемпионов: 2001.

- Обладатель кубка Китая по футболу: 2001, 2005.

- Финалист кубка Китая по футболу: 1999, 2003, 2006.

В 2007 и 2008 годах женская команда становилась чемпионом женской Суперлиги по футболу.
- На конец сезона 2012 года

Достижения по сезонам
| Сезон    | 1983 | 1984 | 1985 | 1986 | 1987 | 1988 | 1989 | 1990 | 1991 | 1992 | 1993 | 1994 | 1995 | 1996 | 1997 | 1998 | 1999 | 2000 | 2001 | 2002 | 2003 | 2004 | 2005 | 2006 | 2007 | 2008 | 2009 | 2010 | 2011 | 2012 |
| -------- | ---- | ---- | ---- | ---- | ---- | ---- | ---- | ---- | ---- | ---- | ---- | ---- | ---- | ---- | ---- | ---- | ---- | ---- | ---- | ---- | ---- | ---- | ---- | ---- | ---- | ---- | ---- | ---- | ---- | ---- |
| Дивизион | 2    | 2    | 1    | 1    | 1    | 1    | 2    | 1    | 1    | 1    | 1    | 1    | 1    | 1    | 1    | 1    | 1    | 1    | 1    | 1    | 1    | 1    | 1    | 1    | 1    | 1    | 1    | 1    | 1    | 1    |
| Место    | 1 1  | 1    | 3    | 9    | 11   | 10   | 2    | 3    | 6    | 3    | 4    | 1    | 3    | 1    | 1    | 1    | 9    | 1    | 1    | 1    | 3    | 5    | 1    | 5    | 5    | 14   | 8    | 6    | 12   | 14   |

- ↑  без повышения в классе

## Титульный спонсор
- Адидас